# Seznam sultanov Osmanskega cesarstva
Sultani iz Osmanove dinastije so od leta 1299 do leta 1922 vladali obsežnemu Osmanskemu cesarstvu, ki se je na višku moči raztezalo od Madžarske na severu in Somalije na jugu in od Alžirije na zahodu do Iraka na vzhodu. Njihova prva prestolnica je bila Bursa v zahodni Anatolji. Leta 1366 so prestolnico preselili v Edirne (Odrin) in po padcu Bizantinskega cesarstva leta 1453 v Konstantinopel, sedanji Istanbul.  Zgodnja leta Osmanskega cesarstva so predmet različnih pripovedi, v katerih je težko ločiti resnico od legende. Večina sodobnih poznavalcev se kljub temu strinja, da je cesarstvo nastalo okrog leta 1299 in da je bil prvi vladar Osman I. Gazi, vodja oguškega plemena Kayev. Osmanska dinastija je imela 36 sultanov in je vladala več kot šest stoletij. Cesarstvo je razpadlo zaradi poraza Centralnih sil, katerih zaveznik je bilo, v prvi svetovni vojni. Zmagovalci so si po vojni razdelili njegovo ozemlje, delitvi pa je sledila turška vojna za neodvisnost, iz katere je nastala sodobna Republika Turčija.
Osmanska država je bila v skoraj vsej svoji zgodovini absolutna monarhija. Na vrhu hierarhičnega sistema je bil sultan, ki je igral najpomembnejšo vlogo v političnem, vojaškem, pravosodnem, socialnem in verskem življenju države.[a]  Teoroetično je bil odgovoren samo Bogu in Božjim zakonom (turško: şeriat iz arabskega ريعة‎  [šarīʿah,]), katerih glavni izvrševalec je bil. Njegov nebeški mandat se je odražal v njegovih iransko-islamskih naslovih, na primer božja senca na Zemlji (zill Allah fi'l-alem) in kalif na Zemljini površini (halife-i ru-yi zemin). Njegova avtoriteta je bila prisotna v vseh ustanovah države. Vse zakone je izdajal osebno v obliki dekretov – fermanov. Bil je vrhovni poveljnik osmanske armade in uradni lastnik vse zemlje. Po padcu Konstantinopla leta 1453 so se sultani razglasili tudi za naslednike Rimskega (Bizantinskega) cesarstva, zato so včasih uporabljali tudi naslova cezar (kaysar) in imperator. Selim I. si je po osvojitvi Egipta leta 1517 prisvojil tudi naslov kalifa in se s tem razglasil za voditelja vseh muslimanov.[b] Nove sultane so med slavnostnim ustoličevanjem, ki je bilo enakovredno kronanju evropskih vladarjev, opasali z Osmanovim mečem. Otroci neopasanega sultana so bili izključeni iz nasledstvene linije Osmanske dinastije.
Sultanova oblast je bila teoretično teokratska in absolutna, v praksi pa je bila omejena. Sultan je moral pri sprejemnaju političnih odločitev upoštevati mnenja in zadržke pomembnih članov dinastije, državne uprave, armade in verskih vodij. V 17. stoletju je cesarstvo zašlo v dolgo obdobje stagnacije, v katerem so vladali številni šibki sultani. Mnogo sultanov je bilo odstavljenih v državnih udarih janičarjev. 
Ženske niso mogle naslediti cesarskega prestola. Ženske iz sultanovega harema, predvsem sultanove matere – valide sultan, so kljub temu igrale pomembno, predvsem zakulisno, politično vlogo, v času ženskega sultanata pa so tudi  uspešno vladale Osmanskemu cesarstvu.
Upadanje moči sultanov je razvidno tudi iz razlik v dolžini njihovega vladanja. Sulejman I., ki je vladal v 16. stoletju, ko je bilo cesarstvo na višku moči, je vladal 46 let, kar je bilo največ v zgodovini cesarstva. Murat V., ki je vladal v poznem 19. stoletju, ko je bilo cesarstvo v zatonu, je vladal samo 93 dni, kar je najmanj v zgodovini cesarstva.  Ustavni sistem je bil vzpostavljen samo med vladanjem Muratovega naslednika Abdulhamida II., ki je bil zadnji absolutistični vladar in prvi ustavni monarh. Od leta 2009 je poglavar dinastije in kandidat za osmanski prestol Bajazid Osman, pravnuk Abdulmedžida I.

| Sultan                  | Celotno ime                                                                     | Čas vladanja              | Tugra              | Opombe |
| Vzpon (1299–1453)       | Vzpon (1299–1453)                                                               | Vzpon (1299–1453)         | Vzpon (1299–1453)  | Vzpon (1299–1453) |
| ----------------------- | ------------------------------------------------------------------------------- | ------------------------- | ------------------ | --- |
| Osman I.                | عثمان بن أرطغرل, Osman Gazi ali Osman Bey                                       | 1299–1326                 | — [c]              | Ustanovitelj cesarstva in dinastije Osmanov, ki je vladala več kot šeststo let. V sedemindvajsetih letih vladanja je osvojil velik del zahodne in severne Anatolije in Burso, ki je med vladanjem Orhana I. postala prestolnica cesarstva. |
| Orhan I.                | اورخان غازی, Orhan Gazi ali Orhan Bey                                           | 1326-1359                 |                    | Osvojil je večino zahodne Male Azije in ustanovil nekaj najpomembnejših otomanskih civilnih in vojaških institucij (janičarje). Med njegovim vladanjem so Otomani prvič prodrli na evropsko celino, od koder so jih pregnali šele po petih stoletjih. |
| Murat I.                | خداوندگار, Hüdavendigâr - "Božanski"                                            | 1359–1389                 |                    | Prvi osmanski vladar, ki je začel sistematično osvajati evropsko ozemlje. Bizantinsko cesarstvo je izgubilo svoje evropsko zaledje in postalo turška vazalna država. Združil turška plemena v Mali Aziji, ustanovil Osmansko cesarstvo in od kairskega velikega vezirja dobil vladarski naslov sultan. Uzakonil je krvni davek, s katerim je vzpostavil sistem rekrutiranja janičarjev, organiziral centralno vlado (divan), zemljiški sistem timarjev in ustanovil vojaško sodišče. Cesarstvo je razdelil na dve provinci: Rumelijo v Evropi in Anatolijo v Mali Aziji. Umrl v bitki na Kosovskem polju. |
| Bajazid I.              | بايزيد الأول, Beyazıt Yıldırım - "Bliskoviti"                                   | 1389–1402                 |                    | Leta 1394 je neuspešno napadel Vlaško, večkrat oblegal Konstantinopel in 25. septembra 1396 v bitki pri Nikopolju porazil krščansko vojsko, ki je šla na pomoč obleganemu mestu. Leta 1402 je v bitki pri Ankari doživel težak poraz in leto kasneje umrl v mongolskem ujetništvu. Po njegovi smrti je v cesarstvu izbruhnila nasledstvena vojna, ki je trajala do leta 1413. |
| Medvladje (1402–1413)   |                                                                                 |                           |                    | |
| Mehmed I.               | چلبی محمد, Mehmet Çelebi - "Prijazni"                                           | 1413–1421                 |                    | Med svojim kratkotrajnim vladanjem je vodil miroljubno politiko, da bi postopoma obnovil državo, ki je bila uničena med desetletno nasledstveno vojno. Bil je velikodušen pokrovitelj literature in umetnosti. |
| Murat II.               | مراد ثانى , Murād-ı sānī, II. Murat Koca - "Veliki"                             | 1421-1451 razen 1444-1446 |                    | Za obdobje njegove vladavine so značilne dolgoletne vojne s krščanskimi narodi na Balkanu in turškimi emirati v Anatoliji, ki so trajale 25 let. V 1430. letih je osvojil obsežna ozemlja na Balkanu in leta 1439 pripojil Srbijo. Ustanovil je nove enote lahke kopenske in mornariške pehote – azebe. Leta 1444 je odstopil in na zahtevo janičarjev leta 1446 ponovno sedel na prestol. |
| Mehmed II.              | محمد الثانى , Meḥmed-i sānī, Mehmet el-Fatih - "Osvajalec"                      | 1444–1446 in 1451–1481    |                    | Osvojil je Konstantinopel, Srbijo, Bosno (brez Hercegovine), Južno Moreo (Peloponez), Eubejo, Trabzon, Karamanijo, Krim, Albanijo, Jonske otoke in Otranto. Leta 1453 je osvojil Konstantnopel. Sultan je postal leta 1444, vendar je na očetovo zahtevo leta 1446 vrnil prestol. Ponovno je postal sultan leta 1451. |
| Rast (1453–1683)        |                                                                                 |                           |                    | |
| Bajazid II.             | بايزيد ثانى , Bāyezīd-i sānī, II.Bayezid ali II.Beyazıt                         | 1481-1512                 |                    | Utrdil je Osmansko cesarstvo, vodil več pohodov proti beneškemu despotatu Morea na Peloponezu in zatrl upor Safavidov. Leta 1492 je poslal svojo mornarico v Španijo, da bi rešil Jude, ki jih je izgnala španska inkvizicija. Leta 1512 je pod pritiskom odstopil v korist svojega sina Selima I. in kmalu zatem umrl. |
| Selim I.                | سليم الأول, I.Selim Yavuz - "Kruti" ali "Odločni"                               | 1512–1520                 |                    | Spremenil je ekspanzijsko politiko cesarstva, ki je pred njim delovalo predvsem proti Zahodu in bejlukom. Osvojil je Bližnji vzhod in Egipt in se razglasil za kalifa islama. Malo pred njegovo smrtjo je cesarstvo merilo 4 milijone km2. |
| Sulejman I.             | سليمان, Süleyman Kanuni - "Zakonodajalec", na Zahodu bolj znan kot "Veličastni" | 1520–1566                 |                    | Reformiral je pravni, upravni in šolski sistem. Med njegovim vladanjem je Osmansko cesarstvo doseglo svoj vojaški, politični in gospodarski višek. Osvojil je Beograd in večino Ogrske, Rodos, večino Bližnjega vzhoda in velik del severne Afrike vse do zahodne Alžirije. Osmanska vojna mornarica je popolnoma obvladovala vzhodno Sredozemlje, Rdeče morje in Perzijski zaliv. Malo pred njegovo smrtjo je cesarstvo merilo približno 8 milijonov km². |
| Selim II.               | سليم ثانى Selīm-i sānī, II. Selim, znan tudi kot "Selim Pijanec"                | 1566-1574                 | Tughra of Selim II | Med njegovim vladanjem je Osmansko cesarstvo osvojilo Ciper, ki je bil v posesti Beneške republike, in Tunizijo, ki je bila španska, vendar je doživelo tudi prve resne poraze v južni Rusiji in v pomorski bitki pri Lepantu leta 1571. |
| Murat III.              | مراد ثالث , Murād-i sālis, III. Murat                                           | 1574–1595                 |                    | Na prestol je prišel brez notranjih borb, ki so bile sicer značilne za Osmansko cesarstvo. Za njegovo vladanje so značilne vojne z Avstrijo in Perzijo, upadanje gospodarske moči cesarstva in razpadanje državne uprave. Državo je de facto vodil njegov veliki vezir Mehmed Paša Sokolović. |
| Mehmed III.             | محمد ثالث , Mehmed-i sālis, III.Mehmet                                          | 1595–1603                 |                    | Da bi si zagotovil oblast, je dal umoriti devetnajst bratov in polbratov in dvajset sester. Bil je ničeven vladar, ki je upravljanje cesarstva prepustil svoji materi Safiye Valide Sultan. Glavni dogodek v njegovem vladanju je bil avstrijsko-osmanska vojna (1593–1606). |
| Ahmed I.                | احمد اول , Ahmed-i evvel, I.Ahmet s pesniškim imenom Bahti                      | 1603–1617                 |                    | Prekinil je tradicionalne bratomore ob prihodu na oblast. Bil je izkušen mečevalec, pesnik in jezdec in je obvladoval več tujih jezikov. Vojne z Avstrijo in Perzijo. ki jih je nasledil, so se za cesarstvo slabo končale: z Avstrijo je leta 1606 podpisal Žitvansko mirovno pogodbo, Gruzija in Azerbajdžan pa sta pripadla Perziji. |
| Mustafa I.              | مصطفى الأول, Mustafa I Deli                                                     | 1617-1618                 |                    | Bil je mentalno zaostal ali vsaj nevrotičen in je bil vedno samo orodje v dvornih spletkah. Med vladanjem brata Ahmeda I. je bil štirinajst let v hišnem priporu. Po kratkem vladanju je odstopil v korist nečaka Osmana II.. Ko so leta 1622 janičarji v državnem udaru Osmana ubili, je Mustafa I. ponovno prišel na prestol. Zaradi nesposobnosti so ga po enem letu odstavili in konfinirali. |
| Osman II.               | عثمان ثانى , ‘Osmān-i sānī, znan tudi kot "Mladi Osman"                         | 1618–1622                 |                    | Bil je poet in poliglot. S Safavidi v Iranu je podpisal mirovno pogodbo in zavaroval vzhodne meje cesarstva. V vojni z Moldavijo je osebno vodil pohod na Poljsko in doživel poraz, za katerega je krivil strahopetnost janičarjev in državnih politikov. Poskušal je obračunati z janičarji kot državno institucijo in ustanoviti etnično čisto turško armado. Dvorni janičarji so ga zato odstavili in zadavili. |
| Murat IV.               | مراد رابع , Murād-i rābi                                                        | 1623–1640                 |                    | Poskušal je zatreti korupcijo in omejiti razsipno državno potrošnjo. V Istanbulu je prepovedal uživanje alkohola, tobaka in kave. V vojni s Perzijo je ponovno osvojil Azerbajdžan, Armenijo in Bagdad. Po uničenju upornikov v Anatoliji je v državi ponovno vzpostavil red. Umrl je zaradi ciroze jeter, ki je bila posledica pretiranega uživanja alkohola. |
| Ibrahim I.              | ابراهيم الأول - İbrâhîm-i evvel, Birinci İbrahim                                | 1640-1648                 |                    | Vojskoval se je z Beneško republiko, ki je kljub pojemajoči moči leta 1646 zasedla Tenedos na vhodu v Dardanele. Zaradi nepredvidljivega vladanja so za odstavili in zadavili. |
| Mehmed IV.              | محمد رابع, Mehmed-i rābi‘, znan tudi kot Avcı - "Lovec"                         | 1648–1687                 |                    | Med njegovim vladanjem se je končalo burno obdobje osmanske dinastije, v katerem sta bila dva sultana ubita, njegov oče Ibrahim I. pa dvakrat odstavljen. Za vedno spremenila vloga sultana in večina izvršne oblasti se je prenesla na velikega vezirja. Po zaslugi velikih vezirjev Mehmeda Köprülüja in njegovega sina Fazıla Ahmeta si je cesarstvo hitro opomoglo in ponovno osvojilo egejske otoke, se uspešno vojskovalo s Transilvanijo in Poljsko, podprlo upor proti Habsburžanom na Ogrskem in neuspešno oblegalo Dunaj. Medmeda IV. so v uporu janičarjev leta 1687 odstavili in zaprli.      |
| Stagnacija (1683–1827)  |                                                                                 |                           |                    | |
| Sulejman II.            | ,سليمان ثانى ,Süleymān-i sānī                                                   | 1687–1691                 |                    | Večino življenja je preživel v kafesu, udobnem hišnem priporu v haremu palače Topkapi. Na prestol je prišel po državnem udaru, v katerem je vojska odstranila njegovega predhodnika Mehmeda IV.. V kaosu, ki je vladal v državi, je Maksimilijan Bavarski zavzel Beograd, Niš in Skopje, s čimer se je začela devetletna vojna proti Veliki aliansi (1688-1697). Vladanje je prepustil velikemu vezirju Mustafi Köprülüju, ki je ponovno osvojil vsa izgubljena ozemlja in velik del Slavonije. |
| Ahmed II.               | احمد ثانى ,Ahmed-i sānī                                                         | 1691–1695                 |                    | Mustafi Köprülüju je potrdil položaj velikega vezirja in samo nekaj tednov po prihodu na oblast doživel katastrofalen poraz v bitki pri Slankamnu, po katerem se je moral umakniti iz Ogrske. Tudi kasneje je doživljal same poraze, zaradi katerih je bolan in izčrpan kmalu umrl. |
| Mustafa II.             | مصطفى ثانى , Mustafā-yi sānī                                                    | 1695–1703                 |                    | Najbolj boleč dogodek v času njegovega vladanje je bil podpis mirovne pogodbe v Sremskih Karlovcih, s katero je izgubil Ogrsko in je pomenil začetek počasnega propadanja cesarstva. Proti koncu vladanja je poskušal obnoviti moč sultanata, ki je od sredine 17. stoletja, ko so izvršno oblast prenesli na velike vezirje, postajal vedno bolj simboličen. Leta 1703 je odstopil v korist brata Ahmeda III.. |
| Ahmed III.              | احمد ثالث , Ahmed-i sālis                                                       | 1703–1730                 |                    | |
| Mahmud I.               | محمودالأول                                                                      | 1730–1754                 |                    | |
| Osman III.              | ثالث ‘ , Osmān-i sālis                                                          | 1754–1757                 |                    | |
| Mustafa III.            | الث , Mustafā-yi sālis                                                          | 1757–1774                 |                    | |
| Abdul Hamid I.          | ميد اول , `Abdü’l-Hamīd-i evvel                                                 | 1774–1789                 |                    | |
| Selim III.              | ثالث , Selīm-i sālis                                                            | 1789–1807                 |                    | |
| Mustafa IV.             | راب مصطفى رابع , Mustafā-yi rābi‘                                               | 1807–1808                 |                    | |
| Mahmud II.              | محمود ثاني, Mahmud-ı sānī                                                       | 1808–1839                 |                    | |
| Propadanje (1828–1908)  |                                                                                 |                           |                    | |
| Abdulmedžid I.          | عبد المجيد اول , ‘Abdü’l-Mecīd-i evvel                                          | 1839–1861                 |                    | |
| Abdulaziz               | عبد العزيز                                                                      | 1861–1876                 |                    | |
| Murat V.                | مراد الخامس                                                                     | 1876                      |                    | |
| Abdul Hamid II.         | عبد الحميد ثانی , `Abdü’l-Hamīd-i sânî, İkinci Abdülhamit                       | 1876-1909                 |                    | |
| Razpustitev (1908–1923) |                                                                                 |                           |                    | |
| Mehmed V.               | Mehmed V Reşad ali Reşat Mehmet                                                 | 1909–1918                 |                    | |
| Mehmed VI.              | Mehmed Vahideddin ali Mehmet Vahdettin                                          | 1918–1922                 |                    | |